# 小山田地区
小山田地区（おやまだちく）は、三重県四日市市の地区の一つ。1954年に四日市市に編入された三重郡小山田村の村域にあたり、四日市市役所小山田地区市民センターの管轄区域である。

## 概要
- 水沢地区と同じく、伊勢茶の栽培を中心とした農業地帯。[注釈 1]

戦国時代は矢田氏が領主であったので、矢田姓が多い。

## 地理

### 面積
- 面積は18.83 km2

## 歴史

### 沿革
- 三重郡小山田村が1889年（明治22年）に成立
- 1954年（昭和29年）の昭和の大合併で四日市市に編入される。